# Ben Durant
Pour les articles homonymes, voir Durant.
Ben Durant, né Bernard Durant, le 22 mars 1952 à Lessines (province de Hainaut), est un écrivain, historien de l'art, galeriste, éditeur, conférencier, bédéiste, bibliophile et enseignant belge.

## Biographie

### Jeunesse et formation
Bernard Durant naît le 22 mars 1952 à Lessines,. Il est issu d'un père professeur de dessin et d'histoire de l'art. Très jeune, il accompagne son père dans les expositions. Il étudie l'histoire de l’Art et archéologie de l’Université libre de Bruxelles où il obtient une licence en 1975,, puis il passe l'agrégation.

### Débutde carrière
Il commence sa carrière professionnelle comme libraire dans la librairie d'art Post Scriptum. Il se met à rencontrer les artistes. Il écrit des chroniques dans Jalons et Actualité des arts, publiés par Schlepper.
Depuis 1979, il intervient comme collaborateur scientifique dans des expositions et communique dans de nombreuses institutions scientifiques et universitaires,.

### Bédéiste (1973-1984)
Après avoir suivi des cours de dessin en cours du soir, il publie son premier récit de bande dessinée dans Curiosity Magazine qu'il signe du pseudonyme Ben, une publication des Éditions Michel Deligne en 1974. Puis, il dessine le one shot Mords aux rats sur le scénario écrit par E. Volder (aka le philosophe et écrivain Eddy Devolder), l'album est publié dans la collection « Tremplin des jeunes » aux Éditions Michel Deligne en 1977. Il réalise seul Les Aventures de Sophie Claveloux initialement intitulées Les Mésaventures de Sophie Claveloux. Cette bande dessinée policière met en scène un couple de lesbiennes, elle est réalisée en style réaliste dans une ligne dénommée Hyper clean caractérisée par un univers un peu glacé comme celui de Chantal Montellier. La série compte trois volumes (1979-1984), les deux premiers édités chez le même éditeur, le troisième aux éditions Ice Crim's. L'épisode Trench connection est prépublié en 1982 dans Le Journal illustré le plus grand du monde dans lequel il réalise également comme journaliste des interviews d'auteurs. Ensuite, il pose ses crayons et s'éloigne de la bande dessinée.

### Galeriste (1987-)
Ben Durant dirige la Galerie Quadri à Bruxelles depuis 1987. Il fonde les éditions éponymes deux ans plus tard.
La galerie est spécialisée dans les mouvements d'avant-garde, comme l'abstraction construite et lyrique, le cinétisme, la Jeune Peinture belge, CoBrA et le surréalisme. Elle forge sa réputation dans le domaine de l'édition en publiant, dès 1990, des textes d'auteurs illustrés par des artistes ou en concevant des décors de reliure qui sont exposés dans plusieurs musées ainsi qu'à la bibliothèque Wittockiana.

### Écrivain
Il publie Mon papa, le safari d'Hemingway et moi (2001), Mon Papa, le grille-pain et moi (2005), Mon royaume, ma couronne (2008), Le Carême du chat (2010), Mon papa, le crucifix volant et moi (2010), Les Assassins de l'agneau (2012), Transit Uranien (2013), Un cœur trop ardent (2015), Blockhaus (2015), Le Quatrième Cavalier (2016), Le Royaume des Pictes (2018) et Mon Papa, le faux pas de Shiva et moi (2019).
Il écrit aussi des essais sur l'auteur Tibet pour la bande dessinée ou sur des artistes comme Fernand Baudin, Marcel-Louis Baugniet, Michel Olyff, Jean-Pierre Maury et Robert Willems (peintre) dans la collection « Conversations avec » aux éditions gerpinnoises Tandem,.
En fiction, il réalise encore des livres pauvres comme Saviez-vous... ou Zorobabel illustrés par Michèle Grosjean en 2009,.

### Enseignement
Parallèlement, il est professeur à l'Institut supérieur pour l'étude du langage plastique (ISELP) et à l’Institut royal supérieur d'histoire de l'art et d'archéologie de Bruxelles (IRSHAAB),.

### Autres activités
Il est nommé président de l'Association sans but lucratif (ASBL) Espace René Carcan en juin 2014,.

## Œuvres

### Publications

#### Ouvrages
- Ben Durant et Tibet (ill.), Mon papa, le safari d'Hemingway et moi[11] (livre d'artiste), Bruxelles, Quadri, 2001, ill. ; 20 cm (OCLC 1400539232)édition limitée à 99 exemplaires.
- Ben Durant et Marin Strebelle (ill.), Mon papa, le David de Donatello et moi (livre d'artiste), Bruxelles, Quadri, 2002, 20 p., ill. ; 20 cm (OCLC 1400537266)
- Ben Durant et Kikie Crêvecœur (ill.), Mon Papa, le grille-pain et moi[1] (livre d'artiste), Bruxelles, Quadri, 2005, ill.
- Ben Durant et Marin Strebelle (ill.), Mon papa, le fétiche et moi[15] (livre d'artiste), Bruxelles, Quadri, 2007, ill.édition limitée à 99 exemplaires.
- Ben Durant et Roger Dewint (ill.), Mon royaume, ma couronne[1] (roman), Bruxelles, Quadri, 2008, 125 p., ill.
- Ben Durant et Roger Dewint (ill.), Le Carême du chat[1] (roman), Bruxelles, Quadri, 2010, 104 p., ill.
- Ben Durant et Roger Dewint (ill.), Les Assassins de l'agneau (roman), Bruxelles, Quadri, 2012, 138 p., ill. ; 22 cm (OCLC 1400249775)
- Ben Durant et Lionel Vinche (ill.), Transit Uranien (roman), Bruxelles, Quadri, 2013, 105 p., ill. (OCLC 1400383735, présentation en ligne)
- Ben Durant et Antonio Cossu (ill.), Mon papa, le crucifix volant et moi (livre d'artiste), Bruxelles, Quadri, 2010, ill. ; 20 cm (OCLC 1400363062)édition limitée à 99 exemplaires.
- Ben Durant et Lionel Vinche (ill.), Un cœur trop ardent[16],[12] (roman), Bruxelles, Quadri, 2015, 40 p., ill.
- Ben Durant et Roger Dewint (ill.), Blockhaus[17] (roman), Bruxelles, Quadri, 2015, 144 p., ill.illustré de 13 aquarelles de Roger Dewint.
- Ben Durant et Michèle Grosjean (ill.), Le Quatrième Cavalier[18] (roman), Bruxelles, Quadri, 2016, 96 p., ill..
- Ben Durant (photogr. Daniel Suy), Le Royaume des Pictes[19] (roman), Bruxelles, Quadri, 2018, 92 p..
- Mon Papa, le faux pas de Shiva et moi[1], ill. de Kikie Crêvecœur (2019).

#### Essais
- Ben Durant et Marcel-Louis Baugniet, Conversation avec Ben Durant, Gerpinnes, Tandem, coll. « Conversation avec » (no 3), 1989, 28 p., ill. ; 18 cm (OCLC 901724790).
- Ben Durant et Robert Willems, Conversation avec Ben Durant, Gerpinnes, Tandem, coll. « Conversation avec » (no 26), 1998, 55 p., ill. ; 18 cm (ISBN 9782873490355 et 2-87349-035-7).
- Ben Durant et Michel Olyff, Conversation avec Ben Durant, Gerpinnes, Tandem, coll. « Conversation avec » (no 31), 2000, 62 p., ill. ; 18 cm (ISBN 9782873490461 et 2-87349-046-2).
- Ben Durant et Tibet, Conversation avec Tibet, Gerpinnes, Tandem, coll. « Conversation avec » (no 32), 2000, 56 p., ill. ; 18 cm (ISBN 9782873490478 et 2873490470).
- Ben Durant et Jean-Pierre Maury, conversation avec Ben Durant, Gerpinnes, Tandem, coll. « Conversation avec » (no 42), 2003, 66 p., ill. ; 18 cm (ISBN 9782873490683 et 2873490683).
- Ben Durant et Fernand Baudin, conversation avec Ben Durant, Gerpinnes, Tandem, coll. « Conversation avec » (no 45), 2004, 53 p., ill. ; 18 cm (ISBN 9782873490744 et 2873490748).
- Ben Durant et Léon Wuidar, conversation avec Ben Durant, Gerpinnes, Tandem, coll. « Conversation avec » (no 55), 2007, 62 p., ill. ; 18 cm (ISBN 9782873490898 et 2873490896)tirage à 500 ex.
- Ben Durant et Claude Viallat, conversation avec Ben Durant, Gerpinnes, Tandem, coll. « Conversation avec », 2010, 60 p., ill. ; 18 cm (ISBN 9782873491055 et 2873491051).
- Ben Durant et Roger Dewint, conversation avec Ben Durant, Gerpinnes, Tandem, coll. « Conversation avec » (no 72), 2012, 57 p., ill. ; 18 cm (ISBN 9782873491093 et 2873491094).
- Ben Durant et Lucien Clergue, conversation avec Ben Durant, Gerpinnes, Tandem, coll. « Conversation avec », 2013, 61 p., ill. ; 18 cm (ISBN 9782873491147 et 2873491140).
- Ben Durant et Pál Gyula Horváth, conversation avec Ben Durant, Gerpinnes, Tandem, coll. « Conversation avec », 2013, 55 p., ill. ; 18 cm (ISBN 9782873491215 et 2873491213).

#### Albums de bande dessinée

##### One shot
- Mords aux rats, Éditions Michel Deligne, coll. « Tremplin des jeunes », Bruxelles, 1977
Scénario : E. Volder - Dessin : Ben - Couleurs : noir et blanc,Tirage limité à 1000 exemplaires. (OCLC 907017667)

##### Les Aventures de Sophie Claveloux
Selon le BDM Trésors de la bande dessinée : « Polar morbide à l'érotisme décalé. »
- 1. Oh suaire froide ![8], Deligne, coll. « Curiosity magazine », Bruxelles, 1979
Scénario et dessin : Ben - Couleurs : noir et blanc
- 2. Ben...gnoire sanglante, Deligne, coll. « 16/24 », Bruxelles, 1981
Scénario et dessin : Ben - Couleurs : noir et blanc,Format : 16 × 24 cm.
- 3. Jalousies et stores vénitiens, Ice Crim's, coll. « Expresso », Bruxelles, 1984
Scénario et dessin : Ben - Couleurs : noir et blanc -  (ISBN 2-87138-002-3)

#### Catalogues d'expositions
- Pierre-Louis Flouquet et Ben Durant, Pierre-Louis Flouquet, la tentation figurative (Catalogue d'exposition), Bruxelles, Philippe Denys, 1989, 24 p. (OCLC 79887135)Galerie Philippe Denys à Bruxelles, 24 novembre au 7 décembre 1989.
- Ben Durant, Le Raisor dans la plaie: Dada et Surréalisme (Catalogue d'exposition), Bruxelles, Quadri, 1995, 43 p. (ISBN 9782960000856 et 2960000854)
- Jacques Sojcherf, Gita Brys-Schatan, Ben Durant et Michel Clerbois (dir), Le Clonage d'Adam (Catalogue d'exposition), Bruxelles, La Lettre volée, coll. « Mythes et symboles », 2001, 46 p., ill. ; 22 cm (ISBN 9782873171599 et 2-87317-159-6).
- Sébastien Petibon et Ben Durant, Jacques Lacomblez exposition : Bruxelles, Galerie Quadri, juin 2004 (Catalogue d'exposition), Bruxelles, Quadri, 2004, 63 p., ill. ; 28 cm (OCLC 1400864677).

#### Autres écrits
- Ben Durant, « Roger Dewint : Aux pieds de la lettre », Nouvelles de l'estampe, nos 227-228,‎ 2010, p. 61-63 (DOI 10.4000/estampe.1350).
- Roger Dewint, Martine Rotsaert et Ben Durant (Directeur éditorial), René Carcan international prize for printmaking Edition 2018, Bruxelles, Fondation Roi Baudouin, 2018, 66 p., ill. ; 28 cm (ISBN 9789492347114 et 9492347113).

### Judaïté
En 1966, en lisant Treblinka de Jean-François Steiner il découvre simultanément la shoah et le judaïsme qui sera dorénavant l’un des ferments de son œuvre ainsi dans les trois albums BD des aventures de Sophie Claveloux et de sa complice Raphaëlle Freudman mais aussi dans ses romans, Mon Royaume, ma couronne bâti sur l’arbre séfirotique, Le Carême du chat qui débute avec la libération du camp de Bergen-Belsen ; Les Assassins de l’Agneau, Le quatrième cavalier qui évoque les Sicaires et Blockhaus. Ou encore  Mon Papa, les pieds sales et moi.

### Expositions
- Mig Quinet, membre de la Jeune Peinture, Galerie Quadri, Ixelles, octobre 1995[21].
- Marin Strebelle[22], Galerie Quadri, Ixelles, décembre 2000.
- Reine de la nuit[23] de Serge Vandercam, Galerie Quadri, Forest, janvier 2009.

### Collections publiques
Le Centre de la gravure et de l'image imprimée à La Louvière possède 1 œuvre de l'artiste : Ben Durant, Kikie Crêvecœur Mon papa, le grille-pain et moi.

### Suicidés de l’Histoire
Adolescent, il est fasciné par le suicide et commence à collecter les « Suicidés de l’Histoire », ils sont aujourd’hui près de 4 500 cas réunis sur un site ainsi que des oeuvres et citations. 

#### Livres
: document utilisé comme source pour la rédaction de cet article.
- Philippe Mellot, Michel Denni, Laurent Turpin et Isabelle Morzadec, Trésors de la bande dessinée : BDM 2023-2024 - Catalogue encyclopédique & Argus, Paris, Les Arènes, novembre 2022, ill. ; 23 cm (ISBN 9791037507280, OCLC 1351462460, présentation en ligne), p. 864, 1168. .

#### Périodiques
- « Modus Operandi », Art et métiers du livre, no 315,‎ juillet/août 2016, p. 7 (ISSN 2824-3854).

#### Articles
- Claude Lorent, « Les complicités artistiques de Ben Durant », La Libre Belgique,‎ 8 décembre 2015 (lire en ligne , consulté le 3 juillet 2024).

### Podcasts
- Interview Ben Durant émission Eclectrique présentée par Romain Pierre Giergen, sur Mixcloud, septembre 2011, (38 min 3 s).

### Vidéographie
- [vidéo] « Ben Durant (Quadri - Galerie et éditions) pour l'expo Kikie Crêvecœur, entre les pages (BW 2020) », sur YouTube, 11 avril 2020
- [vidéo] « Ben Durant évoque Armand Simon, une exposition et un livre à la Quadri Gallery à Bruxelles », sur YouTube, 1er décembre 2022